# Nizo Neto
Nizo Neto, nome artístico de Francisco Anysio de Oliveira Paula Neto (Rio de Janeiro, 27 de abril de 1964), é um ator, comediante, dublador, ilusionista, redator, radialista e escritor brasileiro. É filho do humorista Chico Anysio e da atriz e vedete Rose Rondelli e irmão dos humoristas Bruno Mazzeo e Lug de Paula.

## Biografia
Além de ator, Nizo é ilusionista, comediante, dublador, locutor, radialista, escritor e palestrante. Também assinou por três anos uma coluna na revista portuguesa O Mágico. Por dois anos foi diretor social do Círculo Brasileiro de Ilusionismo.
Com formação teatral do Teatro Tablado, Nizo começou na televisão em 1971, com o pai e, mais tarde, destacou-se como o Seu Ptolomeu da Escolinha do Professor Raimundo e fazendo algumas telenovelas. Por mais de 25 anos, trabalha como dublador de filmes, desenhos e seriados para cinema e TV.
Como comediante, além de seu show de humor Falando Sozinho, participou como convidado em vários shows de humor e stand-up comedy, escreve como colaborador para a tradicional revista humorística MAD e fez parte do elenco do humorístico Zorra na Rede Globo.
Atualmente é casado com a sexpert e psicóloga Tatiana Presser - com quem tem duas filhas (Isabela e Sofia) - e, juntos, fazem o espetáculo didático-humorístico Vem Transar Com a Gente. Em dezembro de 2017, deixou a Globo para seguir projetos pessoais. Em 2018, Nizo e a esposa participaram da terceira temporada do reality show Power Couple Brasil, na RecordTV. Apresenta a palestra motivacional "Histórias de Chico: O Segredo do Sucesso do Mestre do Humor". Seu mais recente trabalho como protagonista em dublagem é a série Cobra Kai (Netflix), em que dubla o ator Ralph Macchio.
Atualmente apresenta o podcast Nizológico no canal Plugado Podcast, além de manter seu próprio canal no YouTube.

## Televisão
| Ano       | Título                          | Papel                                                                     | Nota                                                     | Emissora        |
| --------- | ------------------------------- | ------------------------------------------------------------------------- | -------------------------------------------------------- | --------------- |
| 1971      | Chico Especial                  | Vários                                                                    |                                                          | Rede Globo      |
| 1971      | Você Tem Tempo?                 | Garoto                                                                    |                                                          | Rede Globo      |
| 1971-1972 | Linguinha x Mr. Yes             | Careta                                                                    |                                                          | Rede Globo      |
| 1972      | Chico em Quadrinhos             | Vários                                                                    |                                                          | Rede Globo      |
| 1973-1980 | Chico City                      | Negritim / Pequeno Cangaceiro / Carêta / Sérvio Tulio                     |                                                          | Rede Globo      |
| 1975      | Azambuja & Cia                  | ele mesmo                                                                 |                                                          | Rede Globo      |
| 1981      | Chico Total                     | Vários                                                                    |                                                          | Rede Globo      |
| 1982-1990 | Chico Anysio Show               | Ptolomeu, Gato e outros                                                   |                                                          | Rede Globo      |
| 1983      | Caso Verdade                    | Cino / Juca                                                               |                                                          | Rede Globo      |
| 1985      | Sítio do Picapau Amarelo        | Raulzinho                                                                 | Episódio: "O Enigma Enigmático"                          | Rede Globo      |
| 1986      | Sinhá Moça                      | Nino                                                                      |                                                          | Rede Globo      |
| 1986      | Tele Tema                       | Walter                                                                    |                                                          | Rede Globo      |
| 1988      | Grupo Escolacho                 | Japeri                                                                    | Especial de fim de ano                                   | Rede Globo      |
| 1990-1995 | Escolinha do Professor Raimundo | Ptolomeu                                                                  |                                                          | Rede Globo      |
| 1991      | Estados Anysios de Chico City   | Carteiro Japeri                                                           |                                                          | Rede Globo      |
| 1995      | A Próxima Vítima                | Marco                                                                     |                                                          | Rede Globo      |
| 1996      | A Vida Como Ela É               | Amigo 2                                                                   | Episódio: "Para Sempre Desconhecida"                     | Rede Globo      |
| 1999      | Malhação                        | Detetive Penalva                                                          |                                                          | Rede Globo      |
| 2000      | O Cravo e a Rosa                | François                                                                  |                                                          | Rede Globo      |
| 2000      | Megatom                         | Vieira / Vários personagens                                               |                                                          | Rede Globo      |
| 2001      | Estrela-Guia                    | Elesbão Cruz                                                              |                                                          | Rede Globo      |
| 2002      | Papo Irado                      | Personal                                                                  |                                                          | Rede Globo      |
| 2002      | Brava Gente                     | Tenente                                                                   | Episódio: "Entre o Céu e a Terra"                        | Rede Globo      |
| 2002      | Sítio do Picapau Amarelo        | Frankeinstein                                                             | Episódio: "A Convenção das Bruxas"                       | Rede Globo      |
| 2003      | A Turma do Didi                 | Vlad Bram Stoker                                                          |                                                          | Rede Globo      |
| 2004      | A Diarista                      | Pedro Paulo / Mágico                                                      | Episódio: "Será Que Ela É?" Episódio: "O Dia da Criança" | Rede Globo      |
| 2004      | Sob Nova Direção                | Beto                                                                      | Episódio: "Dora, Não Te Adoro"                           | Rede Globo      |
| 2004      | Cabocla                         | Irineu                                                                    | Episódio: "14 de setembro"                               | Rede Globo      |
| 2004      | Um Só Coração                   | Camilo                                                                    | Episódios: "6-7 de janeiro"                              | Rede Globo      |
| 2005      | Malhação                        | Vicente Bruno                                                             |                                                          | Rede Globo      |
| 2005      | Sítio do Picapau Amarelo        | Nestor                                                                    |                                                          | Rede Globo      |
| 2006      | Carga Pesada                    | Antenor                                                                   | Episódio: "Reecontro às Cegas"                           | Rede Globo      |
| 2006      | Cilada                          | Maconheiro                                                                | Episódio: "Acampamento"                                  | Multishow       |
| 2007      | Eterna Magia                    | Brasil                                                                    |                                                          | Rede Globo      |
| 2008      | Faça Sua História               | Gadelha                                                                   | Episódio: "Bandeira 5"                                   | Rede Globo      |
| 2008      | Guerra & Paz                    | Valtinho                                                                  | Episódio: "Pais & Filhos"                                | Rede Globo      |
| 2008      | Dicas de um Sedutor             | Carlos                                                                    | Episódio: "Fliho Atrapalha?"                             | Rede Globo      |
| 2008-2015 | Zorra Total                     | Cadelo / Político Brasileiro / D. Pedro I / Repórter e vários personagens | Também como Redator                                      | Rede Globo      |
| 2009      | Chico e Amigos                  | Pastor                                                                    | Especial de fim de ano                                   | Rede Globo      |
| 2012      | Dercy de Verdade                | Chico Anysio                                                              |                                                          | Rede Globo      |
| 2014      | Gentalha                        | Colunista de Cabelos Brancos                                              | Episódio: "A Máquina"                                    | Canal Brasil    |
| 2015-2017 | Zorra                           | Vários personagens                                                        |                                                          | Rede Globo      |
| 2017      | Valentins                       | Doutor da Vigilância Sanitária                                            | Episódios: Temp.1 12 e 13                                | Gloob           |
| 2018-2019 | Impuros                         | Anselmo                                                                   |                                                          | Fox Premium     |
| 2018      | Power Couple Brasil             | Participante (9º lugar)                                                   | Temporada 3                                              | RecordTV        |
| 2018      | Dancing Brasil                  | Participante (7º lugar)                                                   | Temporada 4                                              | RecordTV        |
| 2019      | Multi Tom                       | Deputado Chico Nizo                                                       |                                                          | Multishow       |
| 2019      | Dra. Darci                      | Pereira                                                                   | Episódio: "A Primeira Vez a Gente Nunca Esquece"         | Multishow       |
| 2019      | Escolinha do Professor Raimundo | Ptolomeu                                                                  | Episódio: "8 de setembro"                                | Viva Rede Globo |
| 2020      | Mundo Curiozoo                  | Sr. Antunes                                                               |                                                          | Discovery Kids  |
| 2021-22   | Sintonia                        | Josué                                                                     |                                                          | Netflix         |
| 2022      | O Rei da TV                     | Teixeira                                                                  | Episódio: "O Rei dos Domingos"                           | Star+           |
| 2022      | Arcanjo Renegado                | Empresário                                                                |                                                          | Globoplay       |
| 2022      | Rota 66 - A Polícia que Mata    | Benício Lobo                                                              |                                                          | Globoplay       |
| 2023      | Terceiro Goleiro                | Misha                                                                     |                                                          | TV Brasil       |
| 2024      | O Bipo                          | Bipo Montezuma / Máximus (voz)                                            |                                                          | TV Brasil       |

## Cinema
| Ano  | Título                          | Papel              |
| ---- | ------------------------------- | ------------------ |
| 1982 | Insônia                         |                    |
| 1987 | Johnny Love                     | Serginho           |
| 2009 | Bela Noite para Voar            | Tenente Estopim    |
| 2013 | Vendo ou Alugo                  | Tenente Gomide     |
| 2014 | Muita Calma Nessa Hora 2        | Otávio Pederneiras |
| 2016 | O Prefeito                      | Prefeito           |
| 2016 | Meu Amigo Hindu                 | Apresentador de TV |
| 2017 | A Menina Índigo                 | Psiquiatra         |
| 2017 | Duas de Mim                     | Zé                 |
| 2017 | Ninguém Entra, Ninguém Sai      | Joel               |
| 2019 | Amor Assombrado                 | Mordomo            |
| 2019 | Sofá                            | Prefeito           |
|      | Meu Último Desejo (em produção) | Juiz               |

### Teatro
| Ano                | Título                                  | Papel              |
| ------------------ | --------------------------------------- | ------------------ |
| 1980               | O Diamante do Grão-Mogol                | Badé Relâmpago     |
| 1980-1984          | Grupo Civelu Espetáculos Infantis       | vários personagens |
| 1984               | A Tocha na América                      | vários personagens |
| 1985               | Um Toque de Hitchcock                   | vários personagens |
| 1985               | Como a Lua                              | Payá               |
| 1985               | Encouraçado Botequim                    | vários personagens |
| 1985               | Rocky Stallone                          | vários personagens |
| 1989               | Plumas & Paletós                        | vários personagens |
| 1991               | Oh, Que Gracinha de Escola              | Ptolomeu           |
| 1992               | Os Saltimbancos                         | O Jumento          |
| 1993               | Ed Mort – Um Detetive Brasileiro        | Ed                 |
| 1993               | Teatro de Terror                        | vários personagens |
| 1994               | Dom Quixote & Sancho Pança              | Dom Quixote        |
| 1995               | Band-Age                                | Diniz              |
| 1995               | A Menina e o Vento                      | Comissário Plácido |
| 2000               | Rio’s Cabaret Musical                   | ele mesmo (Mágica) |
| 2000-2001          | Tudo de Bom!                            | Ricardo            |
| 2002 -             | Descontrole Remoto                      | vários personagens |
| 2003               | Os Famosos Quem?                        | vários personagens |
| 2003               | Tem Um Psicanalista na Nossa Cama       | Dr. Felipe         |
| 2003               | Segredos do Pênis                       | vários personagens |
| 2006               | Memórias Póstumas de Brás Cubas         | Brás Cubas         |
| 2008               | Natal na Praça (Auto de Natal da Globo) | Melchior           |
| 2012 - 2014 / 2019 | Vem Transar Com a Gente                 | ele mesmo          |
| 2022 / 2023 / 2024 | Nunca Desista de Seus Sonhos            | Breno / Dr.Cury    |
| 2023               | EscolinhaZinha do Prof.Raimundo         | Professor Raimundo |

## Stand-up comedy
| Título                                | Cargo                  |
| ------------------------------------- | ---------------------- |
| Comédia em Pé                         | Comediante             |
| 3 Tosterona                           | Comediante             |
| Senta Para Rir (Com Diogo Portugal)   | Comediante             |
| Santa Comédia                         | Comediante             |
| Risorama                              | Comediante             |
| Risológico                            | Comediante             |
| Curitiba Comedy Club                  | Comediante             |
| Comedians Club                        | Comediante             |
| Hillarius Comedy Club                 | Comediante             |
| Paulista Comedy                       | Comediante             |
| Seleção do Humor                      | Comediante             |
| Sindicato da Comédia                  | Comediante             |
| Noites de Parangolé                   | Comediante             |
| Louco é Pouco                         | Comediante             |
| Tarja Branca                          | Comediante             |
| Aero Comedy                           | Comediante             |
| Rodizio do Humor                      | Comediante             |
| Comédia do Sétimo Dia                 | Comediante             |
| Riso de Janeiro                       | Apresentador           |
| Humor Sem Censura                     | Apresentador e diretor |
| Comédia a La Carte                    | Comediante             |
| Plantão de Noticias                   | Comediante             |
| Era Só o Que Faltava                  | Comediante             |
| Humor na Caneca (Programa do Jô)      | Comediante             |
| Lente de Aumento (Com Leandro Hassum) | Comediante             |
| Falando a Veras (Com Marcos Veras)    | Comediante             |
| Viradão Carioca 2012/2013             | Comediante             |
| Falando Sozinho                       | Intérprete e autor     |
| Rizo                                  | Intérprete e autor     |
| Comédia 3D                            | Intérprete e diretor   |
| Clube do Minhoca                      | Comediante             |
| Comedy Sampa                          | Comediante             |
| Comédia Ao Vivo                       | Comediante             |
| Jester                                | Comediante             |
| Tramontana                            | Comediante             |
| Beverly Comedy                        | Comediante             |
| Gas Light                             | Comediante             |
| Um Show                               | Comediante             |
| Bixiga Comedy                         | Comediante             |
| Risadaria                             | Comediante             |
| My Fucking Comedy Club                | Comediante             |
| Capão Comedy                          | Comediante             |
| Hahahouse                             | Comediante             |
| Caracas Comedy Club                   | Comediante             |
| Hamsa                                 | Comediante             |
| Black House Comedy Club               | Comediante             |
| Acústico Comedy                       | Comediante             |
| Clube Barbichas                       |                        |

### Rádio
| Título                             | Emissora                        |
| ---------------------------------- | ------------------------------- |
| Eu Sempre Quis Fazer Rádio         | Rádio Globo                     |
| Manhã da Globo (Debates Populares) | Rádio Globo Com Roberto Canázio |
| Vida de Cristo                     | EMI-Odeon                       |
| Histórias da Vida                  | Rádio Globo RJ                  |
| Contos de Caminhoneiros            | Rádio Globo                     |
| A Turma da Maré Mansa              | Rádio Globo / Tupi              |
| Humor para Valer (São Paulo)       | Várias rádios                   |

### Podcast
NIZOLÓGICO PODCAST - O PODCAST DO NIZO
Convidados:

ALÊ MACCHADO ▪︎
AMENDOIM ALEGRIA ▪︎
BIANO DE SOUZA ▪︎
CAIO FÁBIO ▪︎
CARLOS RUAS ▪︎
CLÁUDIO GALVAN ▪︎
DÉLIO MACNAMARA ▪︎
DR. BACTÉRIA ▪︎
FAFFY SIQUEIRA ▪︎
FAUSTO CARVALHO ▪︎
GEE SOUSA ▪︎
HÉLIO DE LA PEÑA ▪︎
LARA ▪︎
MAURO RAMOS ▪︎
NIL AGRA ▪︎
PAULA FEBBE ▪︎
PIRULLA ▪︎
RENATA SAID ▪︎
RODRIGO CÁCERES ▪︎
RODRIGO TEASER ▪︎
ROGÉRIO VILELA ▪︎
SANTIAGO MELLO ▪︎
SILVETTY MONTILLA ▪︎
SIMONHINHA ▪︎
VICTOR CAMEJO ▪︎
WARLEY SANTANA ▪︎
WENDEL BEZERRA